# Геллер, Йом-Тов Липман
Йом-Тов Липман Геллер (вариант транскрипции: Хеллер) — выдающийся раввин и общественный деятель; род. в Валлерштейне (Бавария) в 1579, ум. в Кракове в 1654 г.

## Биография
Образование получил, главным образом, в Праге под руководством известных талмудистов р. Иегуды-Лёва бен Бецалеля и Соломона Эфраима из Ленчицы. Первый мог внушить ему интерес к светским наукам, а второй — отрицательное отношение к пилпулистическому методу преподавания и толкования Талмуда. Обладая особой отзывчивостью к вопросам общественной жизни, Геллер везде, где только ни состоял раввином, принимал горячее участие в местных еврейских делах. Благодаря бескорыстному и честному отношению к своей общественной деятельности Геллер приобрел множество ярых врагов.
Он долгое время состоял даяном в Праге, был приглашен в 1624 г. в Никольсбург на вакантный раввинский пост. Но год спустя он был уже  раввином в Вене, где тогда зародилась новая община в гетто «Im untern Werd». Тут он принялся с особым рвением организовывать общинные учреждения, выработав, в числе прочего, общинный устав. Имя его как учителя уже пользовалось известностью и привлекало в Вену много учеников. Здесь Геллер близко сошёлся с врачом и естествоведом Аароном Луцерной.
В 1627 г. Геллер принял в Праге место верховного раввина всех богемских евреев. Вместе с этим он состоял председателем комиссии для распределения военной подати в 40 тыс. гульденов между пражскими евреями; нашлись лица, обвинившие его в пристрастии и донесшие на него императору, будто он в одном из своих сочинений (ינדעמד ךלמ) позволил себе нападки на христианство. Фердинанд II приказал наместнику Богемии прислать Геллера в оковах в Вену, но видному деятелю и финансисту Бассеви фон Трейенбергу удалось выхлопотать разрешение наместника, чтобы Геллер отправился один, без стражи; правление общины поручилось за его своевременную явку в Вену. Здесь он был заключен в тюрьму вместе с тяжкими преступниками.
На суде Геллер защищался блестящим образом; на обвинение, что он восхвалял Талмуд, осужденный папами на сожжение, и этим совершил преступление против христианской религии, Геллер ответил, что он ни единым словом не нападал на христианство, но что ему, как раввину, надлежит восхвалять Талмуд. Суд вынес следующий приговор: хотя Геллер заслужил смертную казнь, но император настолько милостив, что заменяет ему казнь денежным штрафом в 12000 талеров. Когда Геллер стал уверять, что он не в состоянии достать такую сумму, канцлер пригрозил ему, именем императора, унизительным наказанием — публичным бичеванием в Вене и Праге. Общественным деятелям венской и пражской общин удалось в конце концов выхлопотать уменьшение штрафа до 10.000 гульденов с рассрочкой уплаты. После 40-дневного ареста Геллер был освобожден 14 авг. 1629 г.
Вскоре он принял приглашение на раввинский пост в «большой общине земли русской», в Немирове, а в 1634 г. занял место главного раввина во Владимире-Волынском, «одной из четырех первенствующих общин Волыни». Геллер оставался здесь до 1644 г., все время играя видную роль в общественной жизни волынского еврейства, сорганизованного в особый ваад (см. Волынь) и часто посылавшего Геллера в качестве своего представителя на Ваад четырёх стран. С самого начала Геллеру приходилось бороться с существенным злом в общественной жизни волынских евреев — продажей недостойным лицам раввинских должностей местными властями, воеводами и старостами. Геллер заставил старшин Владимирского кагала налагать херем на раввинов, покупающих должность, а также на общины, приглашающие таких раввинов, и это опять создало ему много врагов; они доносили на него властям, но Геллер продолжал действовать согласно убеждениям и на съезде четырёх главных волынских общин в Вишневце (1635) провел при поддержке остальных депутатов постановление ο запрещении приобретать раввинские должности за деньги. Это решение Геллер предложил на Вааде четырёх стран в Ярославе, где оно было подтверждено. Однако волынские кагалы не успокоились; трения между ними и Геллером продолжались и в последующие годы. Староста предписал Геллеру даже оставить Владимир-Волынский, но затем приказ этот был отменен. В 1644 г. Геллер принял почетный пост главного раввина краковской общины, а после смерти директора местной йешивы, Иошуи Гешеля (1647), занял, кроме того, и эту должность.
В Кракове Геллер провел конец своей жизни. Грозные события 1648 года заставили его смягчить брачные законы ввиду того, что многие мужья пропали без вести.
Геллер оставил автобиографию הביא הלנמ, где описал свои страдания, начиная с доноса в Праге до приглашения его в Краков (в день первого события — 5 Таммуза — он установил пост в своей семье, а в день последнего — 1 Адара — радостное торжество); она вышла впервые с примечаниями и немецким переводом в Бреславле (1836), а затем была многократно издаваема в Вене, Вильне и Варшаве. Рукописные дополнения к автобиографии Геллера из коллекции Якобсона (Бреславль) издал М. Бранн в REJ. XXI, 270—70.
Геллер — автор двух селихот на 14-е Хешвана в воспоминание страданий пражских евреев во время 30-летней войны в 1618—1620. Исторический интерес представляет его предисловие к изданию этих селихот, которое стало библиографической редкостью: «В воскресенье 12 Мархешвана 1620 г., — говорит он, — началось сражение, и евреи вынуждены были заниматься военными сооружениями, а во вторник, 14 Мархешвана, мы очутились в большом бедствии до наступления перемирия вечером; и благодаря Богу военное начальство относилось к нам с благоволением, расставляя стражи по улицам, ибо таково было повеление императора, чтобы военные отряды не трогали евреев, ни их личности, ни их имущества, а тщательно охраняли их; в течение целого месяца царили грабеж и насилие, евреи же были пощажены; поэтому пражские ученые с согласия раввина Исаии Ceгаля постановили ознаменовать день 14-го Мархешвана постом и молитвой». Геллер также автор трех селихот, посвященных описанию резни Хмельницкого в 1648 году и всё ещё читаемых в некоторых общинах ежегодно 20 Сивана. Геллер составил «Mi scheberасh», произносимый в синагогах по субботам после чтения Торы.

## Талмудист
Геллер пользовался славою великого авторитета в ритуальных вопросах. В своих толкованиях Талмуда он не прибегал к казуистике; его объяснения отличаются логичностью и простотою. В комментарии к Мишне Геллер не стесняется делать отступления от толкований Талмуда; в глоссе к одной мишне (Назир, VIII, 6) он прямо говорит: «хотя Талмуд объясняет иначе, но коль скоро закон от этого не изменяется, мы вправе толковать по-своему, как допускаются различные объяснения Библии». Отдавая дань должного уважения Зогару и другим каббалистическим произведениям, Геллер никогда не пользовался этими источниками при интерпретации галахических вопросов. Он не был чужд и светских знаний. Комментарий его к Мишне (Tossafoth Jom Tob) обнаруживает в нём хорошего математика, а заметки к «Gibat ha-Moreh» Иосифа бен Исаака ха-Леви указывают на его занятия философией. В своих суждениях Геллер отличался полной независимостью: так, он отзывался с похвалой о книге Азарии де России «Meor Enajim», несмотря на то, что учитель его, Лёв бен Бецалель, предал её автора херему. Кроме того, Геллер был хорошим еврейским стилистом.

## Сочинения
- «Zurät ha-Bait», о форме храма по видению Иезекиила (Прага, 1602);
- комментарий к «Bechinat Olam» Иедаии Бедерси (Прага, 1598);
- «Tub Taam», каббалистический суперкомментарий к Бахии на Пятикнижие;
- «Tossafoth Iom Tob», комментарий к 6 отделам Мишны, впервые издан с текстом Мишны, Прага, 1614—17, Краков, 1643;
- примечания к «Gibat ha-Moreh» Иосифа ха-Леви (Прага, 1612);
- «Мааdane Melek» и «Lechem Chamudoth», двойной комментарий к «Halachoth» Ашери к тракт. Берахот, Хулин, Бекорот и Нидда;
- «Maadane Melek» и «Pilpela Charifta», 4-я часть предшествующего комментария к Ашери, отдел Незикин;
- еврейско-немецкий перевод сочинения Ашери по этике «Orchoth Chaim» (Прага, 1626);
- "Malbusche Iom-Tob, критические заметки к комментарию Мордехая Иаффе «Lebusch»;
- проповедь, произнесенная в Вене при прекращении холеры (Прага, 1626);
- суперкомментарий к Ибн-Эзре на Пятикнижие (Neubauer. Cat. Bodl. Hebr. MSS, № 235);
- «Leket Schoschannim», о сочинении Археволти «Arugat ha-Bosem» пo грамматике (Neubauer, l. с. № 2271, 4);
- заметки к Тур «Эбен га-Эзер» (напечатаны в одном томе с «Chiddusche ha-Rasch» к Кетубот);
- «Derusch ha-Lebanah», сочинение по астрономии (Вильна, 1866);
- «Darke Horaah», руководство к разрешению ритуальных вопросов при разногласии авторитетов;
- «Torat ha-Ascham», о сочинении Моисея Иссерлеса «Torat Chattat» (3 тома; Neubauer, l. с., № 772);
- «Scheeloth u-Teschuboth», респонсы, часть которых напечатана в сборнике «Zemach Zedek», часть в «Geonim Batrae», но большинство их не напечатано;
- «Seder Schemoth Gittin» (Neubauer, l. c. № 808, 1);
- «Parashat ha-Chodesch», к «Kiddusch ha-Chodesch» Маймонида (Neubauer, l. c., № 631, 1);
- «Berit Melach», о солении мяса (Амстердам, 1718).